# Toro Rosso STR3
Toro Rosso STR3 je vůz formule 1 týmu Scuderia Toro Rosso, který se účastnil mistrovství světa formule 1 v roce 2008 od Grand Prix Monaka. Monopost byl představen 26. dubna na Katalánském okruhu, dva týdny před Grand Prix Španělska.

## Technická data
- Délka:
- Šířka:
- Výška:
- Váha: 605 kg (včetně pilota, vody a oleje)
- Rozchod kol vpředu:
- Rozchod kol vzadu:
- Rozvor:
- Převodovka: 7stupňová poloautomatická sekvenční s elektronickou kontrolou.
- Tlumiče:
- Brzdy: Brembo
- Motor: Ferrari 056
  - V8 90°
  - Objem: 2.400 cm³
  - Výkon: >700cv/19000 otáček
  - Ventily: 32
  - Mazivo: Shell
  - Palivo: Shell
  - Váha: 95 kg
  - Vstřikování: Magneti Marelli
  - Palivový systém: Magneti Marelli
- Pneumatiky: Bridgestone

## Kompletní výsledky ve formuli 1
| Legenda k tabulce | Legenda k tabulce                                                                       |
| Barva             | Výsledek                                                                                |
| ----------------- | --------------------------------------------------------------------------------------- |
| Zlatá             | Vítěz                                                                                   |
| Stříbrná          | 2. místo                                                                                |
| Bronzová          | 3. místo                                                                                |
| Zelená            | Bodované umístění                                                                       |
| Modrá             | Nebodované umístění                                                                     |
| Modrá             | Dokončil neklasifikován (NC)                                                            |
| Fialová           | Odstoupil (Ret)                                                                         |
| Červená           | Nekvalifikoval se (DNQ)                                                                 |
| Červená           | Nepředkvalifikoval se (DNPQ)                                                            |
| Černá             | Diskvalifikován (DSQ)                                                                   |
| Bílá              | Nestartoval (DNS)                                                                       |
| Bílá              | Závod zrušen (C)                                                                        |
| Světle modrá      | Pouze trénoval (PO)                                                                     |
| Světle modrá      | Páteční testovací jezdec (TD)                                                           |
| Bez barvy         | Netrénoval (DNP)                                                                        |
| Bez barvy         | Vyřazen (EX)                                                                            |
| Bez barvy         | Nepřijel (DNA)                                                                          |
| Bez barvy         | Odvolal účast (WD)                                                                      |
| Bez barvy         | Nezúčastnil se (prázdné)                                                                |
| Označení          | Význam                                                                                  |
| Tučnost           | Pole position                                                                           |
| Kurzíva           | Nejrychlejší kolo                                                                       |
| †                 | Jezdec nedojel do cíle, ale byl klasifikován, protože odjel více než 90 % délky závodu. |
| ‡                 | Byl udělován poloviční počet bodů, protože bylo odjeto méně než 75 % délky závodu.      |
| Horní index       | Umístění bodujících jezdců ve sprintu                                                   |

| Rok  | Šasi            | Motor              | Pneu | Jezdci             | 1   | 2   | 3   | 4   | 5   | 6   | 7   | 8   | 9   | 10  | 11  | 12  | 13  | 14  | 15  | 16  | 17  | 18  | Body | Umístění |
| ---- | --------------- | ------------------ | ---- | ------------------ | --- | --- | --- | --- | --- | --- | --- | --- | --- | --- | --- | --- | --- | --- | --- | --- | --- | --- | ---- | -------- |
| 2008 | Toro Rosso STR3 | Ferrari 056 2.4 V8 | B    |                    | AUS | MAL | BHR | ESP | TUR | MON | CAN | FRA | GBR | GER | HUN | EUR | BEL | ITA | SIN | JPN | CHN | BRA | 39   | 6.       |
| 2008 | Toro Rosso STR3 | Ferrari 056 2.4 V8 | B    | Sébastien Bourdais |     |     |     |     |     | Ret | 13  | 17  | 11  | 12  | 18  | 10  | 7   | 18  | 12  | 10  | 13  | 14  | 39   | 6.       |
| 2008 | Toro Rosso STR3 | Ferrari 056 2.4 V8 | B    | Sebastian Vettel   |     |     |     |     |     | 5   | 8   | 12  | Ret | 8   | Ret | 6   | 5   | 1   | 5   | 6   | 9   | 4   | 39   | 6.       |

Od Grand Prix Austrálie do Grand Prix Turecka jezdili piloti Toro Rosso s vozem STR2B.